# 김성현 (1997년)
김성현(1997년 5월 13일 ~ )은 대한민국의 배우이다.

## 드라마
- 2024년 MBN 《세자가 사라졌다》- 한상수 역
- 2017년 웹드라마 《방과후 연애》- 방명록 역
- 2018년 웹드라마 《자취,방》- 수빈 역
- 2018년 tvN 《계룡선녀전》- 엄경술 역
- 2019년 MBC 《봄이 오나 봄》- 제임수 역
- 2019년 SBS 《시크릿 부티크》- 20세 정혁 역
- 2020년 웹드라마 《언어의 온도: 우리의 열아홉》- 김도윤 역
- 2020년 tvN 《슬기로운 의사생활》- 장윤복 남친 역
- 2021년 웹드라마 《백프로시대: 접촉을 회피한 일류들》- 이시대 역
- 2021년 MBC 《러브씬넘버》